# A Place to Go
Pour plus de détails, voir Fiche technique et Distribution.
A Place to Go est un film britannique réalisé par Basil Dearden, sorti en 1963.

## Synopsis
Londres, dans le quartier de Bethnal Green alors en pleine reconstruction. Matt Flint a perdu son travail et est devenu un bateleur de rue. Son fils Ricky voudrait partir ailleurs mais a besoin d'argent, il accepte alors de participer à un cambriolage organisé par un ancien ami de Matt. Jim, le beau-frère de Ricky, accepte de prêter son camion pour ce vol. Au cynodrome, Ricky rencontre Cat, une amie de Charlie, un des membres du gang. Ricky et Cat se rencontrent dans un ancien abri anti-aérien. Le cambriolage échoue car Ricky n'arrive pas à matraquer un policier. Charlie se venge en mettant le feu au camion de Jim. Ricky est brûlé en tentant d'éteindre de feu et se retrouve à l'hôpital, Cat lui rend visite mais continue à voir Charlie. 
Pendant ce temps, la restructuration du quartier pousse Lil, la mère de Ricky, à finalement accepter de quitter le lieu où elle habite depuis 30 ans pour un nouvel appartement. Jim et sa femme Betsy profitent de l'argent de l'assurance du camion pour déménager eux aussi. Jim abandonne son espoir d'être un camionneur indépendant et accepte un travail à l'usine.
Lorsque Ricky sort de l'hôpital, il retrouve Cat et Charlie au pub et se bat avec ce dernier. La police arrive et les arrête tous les deux. Au tribunal Ricky se justifie en disant que Cat et lui sont fiancés et qu'il était furieux qu'elle ait vu Charlie pendant son absence. Cat corrobore son témoignage, le juge ne condamne Ricky qu'à une amende. Ricky et Cat décident de se fiancer pour de bon.

## Fiche technique
- Titre original : A Place to Go
- Réalisation : Basil Dearden
- Scénario : Michael Relph, d'après le roman Bethnal Green de Michael Fisher
- Direction artistique : Bert Davey
- Décors : Patrick Mclaughlin
- Costumes : Joan Mulcaster
- Photographie : Reginald H. Wyer
- Son : Bill Daniels
- Montage : John D. Guthridge
- Musique : Charles Blackwell
- Production : Michael Relph
- Société de production : Excalibur Films, British Lion Film Corporation
- Société de distribution : British Lion Film Corporation
- Pays de production :  Royaume-Uni
- Langue originale : anglais
- Format : Noir et blanc  — 35 mm — 1,37:1 — son mono
- Genre : drame
- Durée : 86 minutes
- Dates de sortie : Royaume-Uni : juillet 1963

## Distribution
- Rita Tushingham : Catherine "Cat" Donovan
- Mike Sarne (en) : Ricky Flint
- Bernard Lee : Matt Flint
- Doris Hare (en) : Lil Flint
- John Slater : Jack Ellerman
- Barbara Ferris (en) : Betsy
- David Andrews : Jim
- William Marlowe (en) : Charlie Batey
- Roy Kinnear : Bunting
- Michael Wynne : Pug
- Jerry Verno : Nobby Knowles